# Kocsi Károly
Kocsi Károly (Kolozsvár, 1829. december 29. – Kolozsvár, 1871. június 2.) gimnáziumi tanár, igazgató.

## Életrajza
Szülei Kocsi Bíró János, a Komárom megyei Kocsról a Bihar megyei Pocsajra, majd Erdélybe elszármazott kisbirtokos nemes és Magyari Anna voltak, nagyapai nagybátyja pedig Kocsi Patkó János színész-író volt.
Szülővárosában végezte középiskoláit. 1848–49-ben mint elsőéves jogász vett részt az 1848–49-es forradalom és szabadságharcban, majd a szabadságharc bukása után egy évig az országban bujdosott. 1850-ben Mikó Imre gróf meghívta fia, Mikó Ádám nevelőjének; nevelői állása mellett folytatta félbeszakadt iskolai tanulmányait is. 1855-ben növendékével Berlinbe ment ki, és együtt látogatták az ottani egyetemet.
1856 őszén segédtanítónak hívták meg a kolozsvári református gimnáziumba, ahol 1860-ban a természetrajz rendes tanára, utóbb az intézet igazgatója lett.
Egy Andor nevű fia ismert, ki később királyi alügyész lett.
Kolozsváron érte a halál 42 évesen, 1871. június 2-án. Sírja a Házsongárdi temetőben található II.C parcella 332 hrsz alatt.

## Munkássága
Berlini leveket írt a Hölgyfutárba (1856–1859-ig összesen 21-et), cikkeket az Erdélyi Múzeum-egylet Évkönyvébe (II. 1862. Kolozsvártól a Batrinóig és vissza, földtani rajzzal), a Vasárnapi Ujságba (1867. 45., 46. szám, Egy ártalmas éji lepéről, rajzzal), az Erdélyi Gazdába (1869. A mezőség egyik kincse, bortermelés, szomorú tapasztalatok, szőlőfajok és fagy után sat.). Szépirodalmi és vegyes dolgozatai jelentek meg a kolozsvári Korunkban; nagyobb költői munkája a kolozsvári Részvét Albumban (1872. Nefelejts átka, rege.)

## Munkái
- Községi faiskola. Alapvonalak a gyümölcstenyésztésre. Községek, néptanítók, gazdák számára. Kiadták Szabó Sámuel és Jancsó Lajos. 58 ábrával. Kolozsvár, 1871. (A m. kir. földmívelésügyi miniszterium által 400 forinttal jutalmazott munka. 2. kiadás. Uo. 1894., fia Kócsi Andor által kiadva. Függelékkel és egy térlappal.)